# Іонас Катерина Володимирівна
Катерина Володимирівна Іонас — російська актриса театру і кіно.

## Біографія
Народилася в 1973 році в сім'ї знаменитих акторів.
- Батько — актор і режисер Марков Володимир Петрович, доцент кафедри режисури драми та майстерності актора Санкт-Петербурзького державного університету культури і мистецтв.
- Мати — відома радянська актриса Іонас Тетяна Дмитрівна, у 1950-ті роки — актриса Вільнюського російського театру, а у 1960-ті — актриса Ленінградського ТЮГу.

У 1996 році Катерина закінчила Санкт-Петербурзьку академію театрального мистецтва, є професійною актрисою і викладачем сценічної мови та акторської майстерності, творцем акторського курсу «Гра» і авторських тренінгів з сторітеллінгу та розкриття природного голосу.
Працювала в БДТ імені Товстоногова, театрі Комедії імені Акімова, драматичному театрі імені В. Ф. Коміссаржевської, театрі «Комедіанти», театрі «Особняк», Мюзик-Холі.
Вокалістка групи «Іменини серця Канікули розуму».
Вже багато років успішно готує абітурієнтів до Санкт-Петербурзької театральної академії.

## Творчість

### Ролі в театрі
- 2008 — Як ти белль — режисер Петро Шерешевський, театр Особняк
- 2009 — Король вмирає — режисер Олексій Слюсарчук, театр Особняк
- 2011 — Дівчатка. Про це і про те — режисер Ігор Жуков, театр Особняк
- 2015 — Слон Хортон чекає пташеня — дитячий спектакль, Антреприза
- 2015 — Пушкін-Пушкін, або …КінПушкінПуш… — 4 головні ролі, режисер Борис Бірман, театр ББТ
- 2016 — Чайка над вишневим садом — режисер Юлія Паніна, театр Особняк
- 2017 — Іда. Втрачені записки — моноспектакль, режисер Олександр Савчук, театр Особняк

### Фільмографія
- 2008 — Заборона на любов — Лідія
- 2008 — Перебудова Зонгшпіль. Перемога над путчем
- 2008 — Серіал «Вулиці розбитих ліхтарів 9» — Тамара Чхеїдзе. Режисер: Ст. Захаров

- 2009 — Прянички (реж. Петро Шерешевський) — мама Вікторії Ізюмової
- 2012 — Катерина. Інше життя — Віра Миколаївна Єрьоміна, власниця фірми
- 2013 — Серіал «Гончі»
- 2013 — Останній політ Чкалова — епізодична роль
- 2014 — Серіал «Ментовські війни 8» — полковник УФМС
- 2014 — Тато дорогий (короткометражний) — Ольга
- 2015 — Серіал «Така робота» — Вбивця-лузер Надія Комарова. Режисер: Влад Ланне

### Озвучення
- 2013 — Балкон (короткометражний) — Діана

## Призи та нагороди
Є власником більше 10 премій за найкращі акторські роботи, з них:
- 2007 — Лауреатка фестивалю «Різдвяний парад 2007»
- 2014 — Лауреатка фестивалю «Різдвяний парад 2014»
- 2014 — Гран-Прі фестивалю «Різдвяний парад 2014»
- 2015 — Театральна премія Санкт-Петербурга «Золотий Софіт» в номінації «Найкраща жіноча роль».

Дипломантка фестивалю «Російський Будинок в Іспанії» як співачка.